# Peter and Gordon
Peter and Gordon bylo britské poprockové duo působící v šedesátých letech 20. století.
Dvojici tvořili Peter Asher a Gordon Waller. Začali vystupovat v roce 1963, vycházeli ze stylu americké skupiny Everly Brothers - spojení country a rock'n'rollu, líbivé melodie a perfektně sezpívané dvouhlasy. Jejich největší hity byly A World Without Love, Woman a Lady Godiva. Většinu skladeb pro toto duo složil Paul McCartney, který tehdy chodil s Peterovou sestrou Jane Asherovou. Některé písně podepsal pseudonymem Bernard Webb, protože byl zvědavý, jestli budou mít úspěch i bez známého jména. Peter a Gordon byli součástí proudu nazývaného Britská invaze, kdy v polovině šedesátých let ovládli ostrovní interpreti hudební žebříčky v USA.
V roce 1968, kdy poptávka po jejich stylu hudby opadla, se dvojice rozešla. Gordon Waller natočil nepříliš úspěšné eponymní album a účinkoval v muzikálech, později se živil jako zahradní architekt. Peter Asher se stal v Americe úspěšným hudebním producentem, spolupracoval s Cher, Jamesem Taylorem nebo skupinou 10 000 Maniacs, získal v roce 1989 cenu Grammy.
V srpnu 2005 zahráli Peter a Gordon na benefičním koncertu pro Mikea Smithe z kapely Dave Clark Five, který po úrazu ochrnul. Měli velký úspěch, který vedl k sérii dalších vystoupení, ale slibně rozjetý comeback ukončila 17. července 2009 smrt Gordona Wallera na infarkt. 